# Линдрот, Йохан
Йохан Хьялмар Линдрот (фин. Johan Hjalmar Lindroth; 17 сентября 1883, Борго, Нюландская губерния — 24 июля 1960, Хельсинки) — финский гимнаст, бронзовый призёр летних Олимпийских игр 1908 года. 
На Играх 1908 года в Лондоне Линдрот участвовал только в командном первенстве, в котором его сборная заняла третье место.